# جدایی (فیلم ۲۰۱۳)
«جدایی» (انگلیسی: Separation) فیلمی در ژانر ترسناک است که در سال ۲۰۱۳ منتشر شد.